# Mauritshuis
Galeria regală de pictură Mauritshuis este un muzeu în Haga, Olanda. Fostă reședință a contelui Johan Maurits van Nassau-Siegen, guvernator (1636-1644) al Braziliei olandeze, astăzi cuprinde o mare colecție de artă, incluzând lucrări de pictori olandezi celebri cum ar fi Jan Vermeer van Delft, Rembrandt van Rijn, Jan Steen, Paulus Potter și Frans Hals precum și lucrări ale pictorului german Hans Holbein cel Tânăr.
Arhitecții clădirii au fost Jacob van Campen și Pieter Post.
Mauritshuis a fost muzeu de stat până la trecerea în proprietate particulară, în anul 1995. Fundația înființată atunci a preluat atât responsabilitatea îngrijirii clădirii cât și pe cea a conservării colecției, care este închiriată pe termen lung. Această clădire, care este proprietatea statului, a fost și ea închiriată muzeului.
Mauritshuis este unul din cele mai celebre muzee din Olanda și are ca scop menținerea acestui statut dobândit. Muzeul colaborează în mod regulat cu alte muzee celebre din alte țări.

## Lucrări celebre

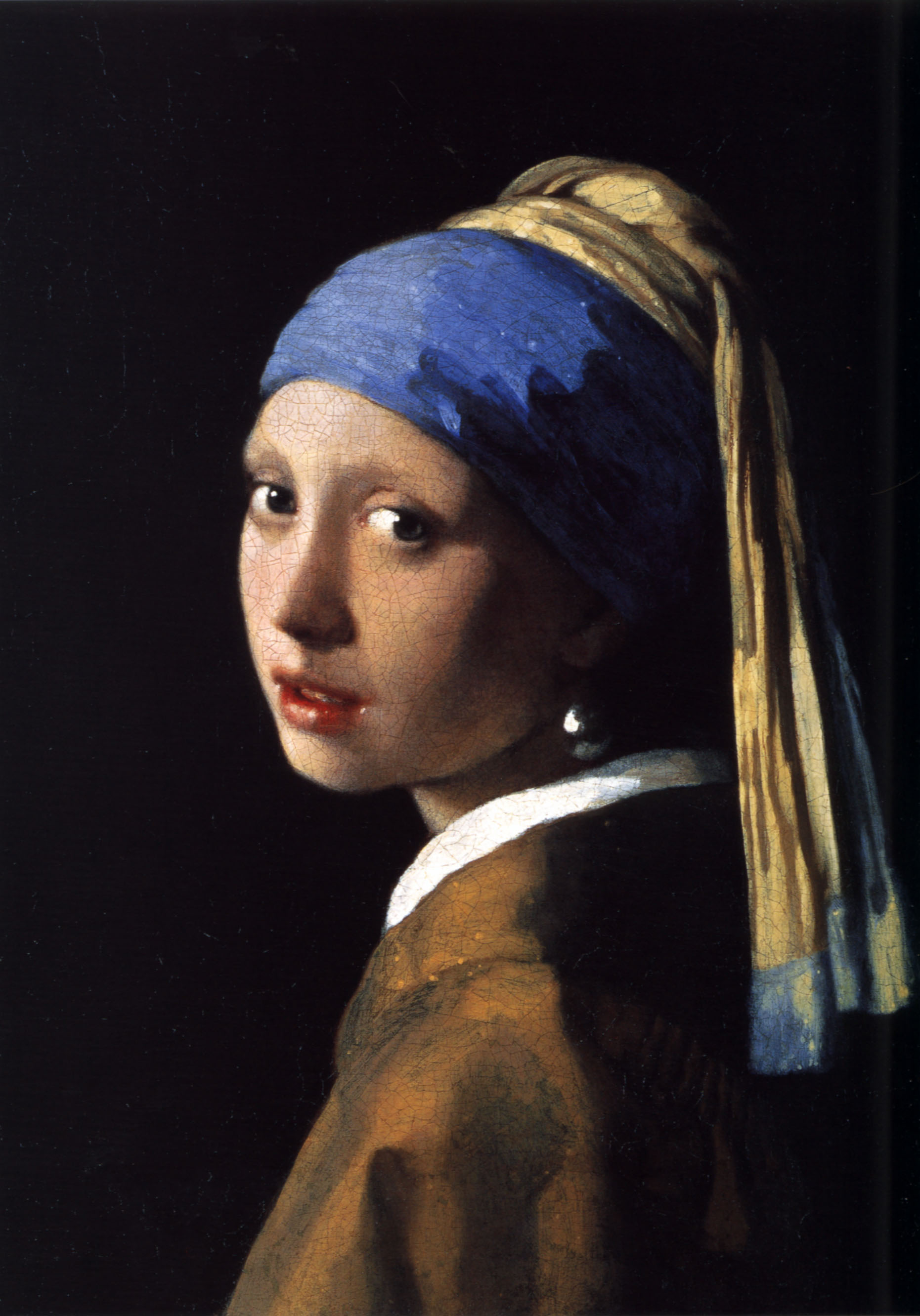
Jan Vermeer van Delft Fata cu turban (c. 1665)
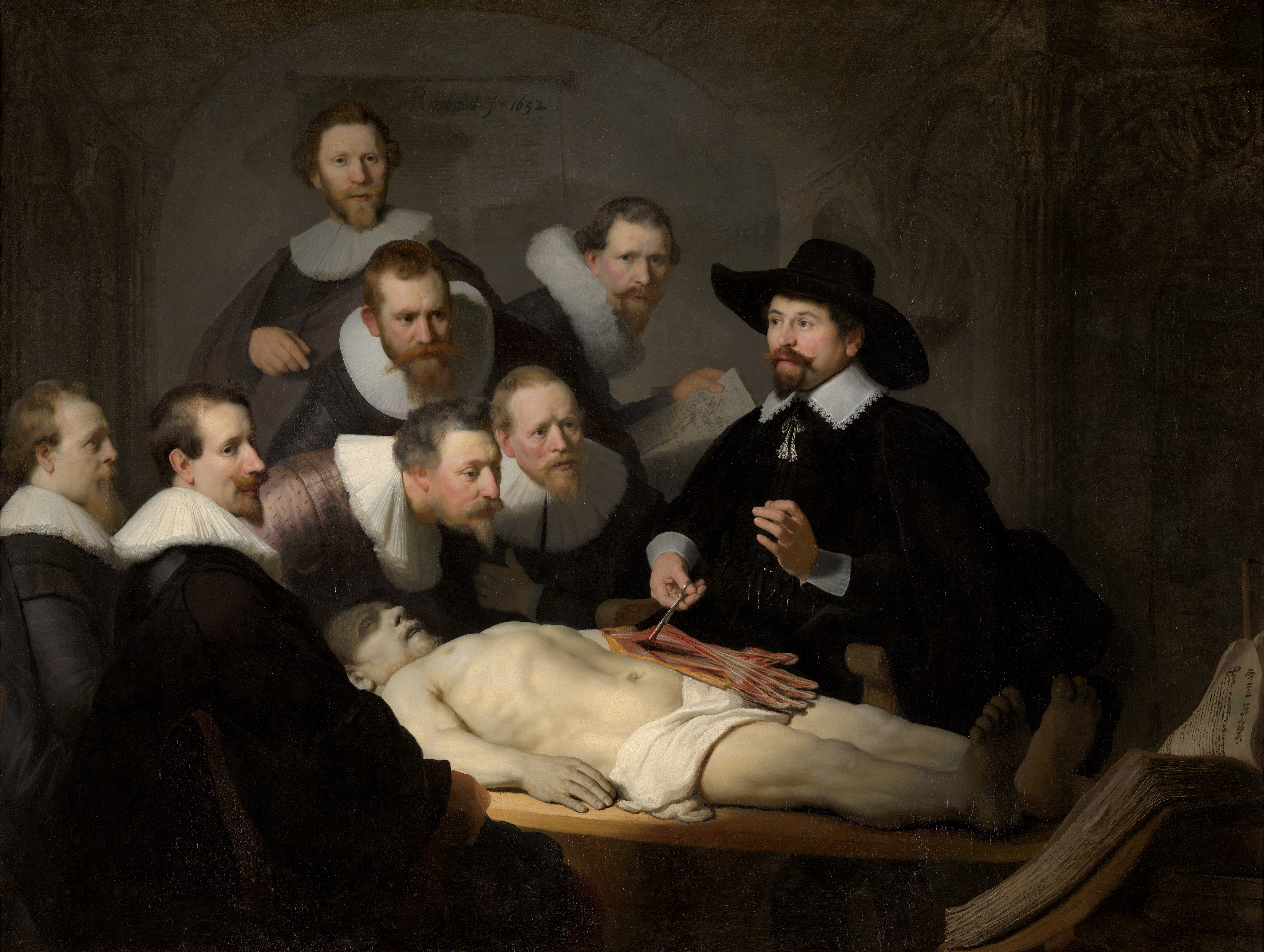
Rembrandt van Rijn Lecţia de anatomie a doctorului Nicolaes Tulp (c. 1632)
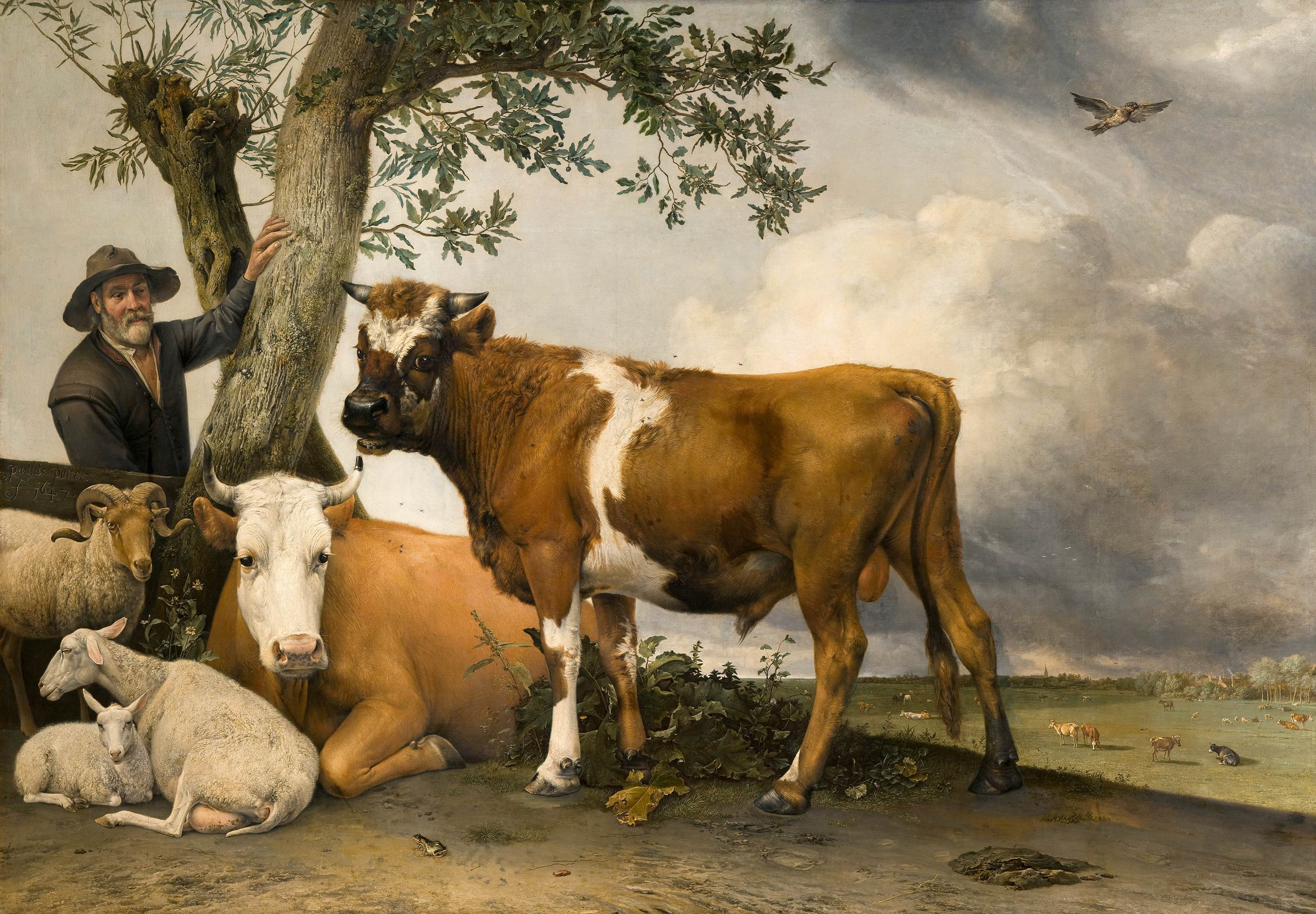
Paulus Potter Taurul (c. 1647)
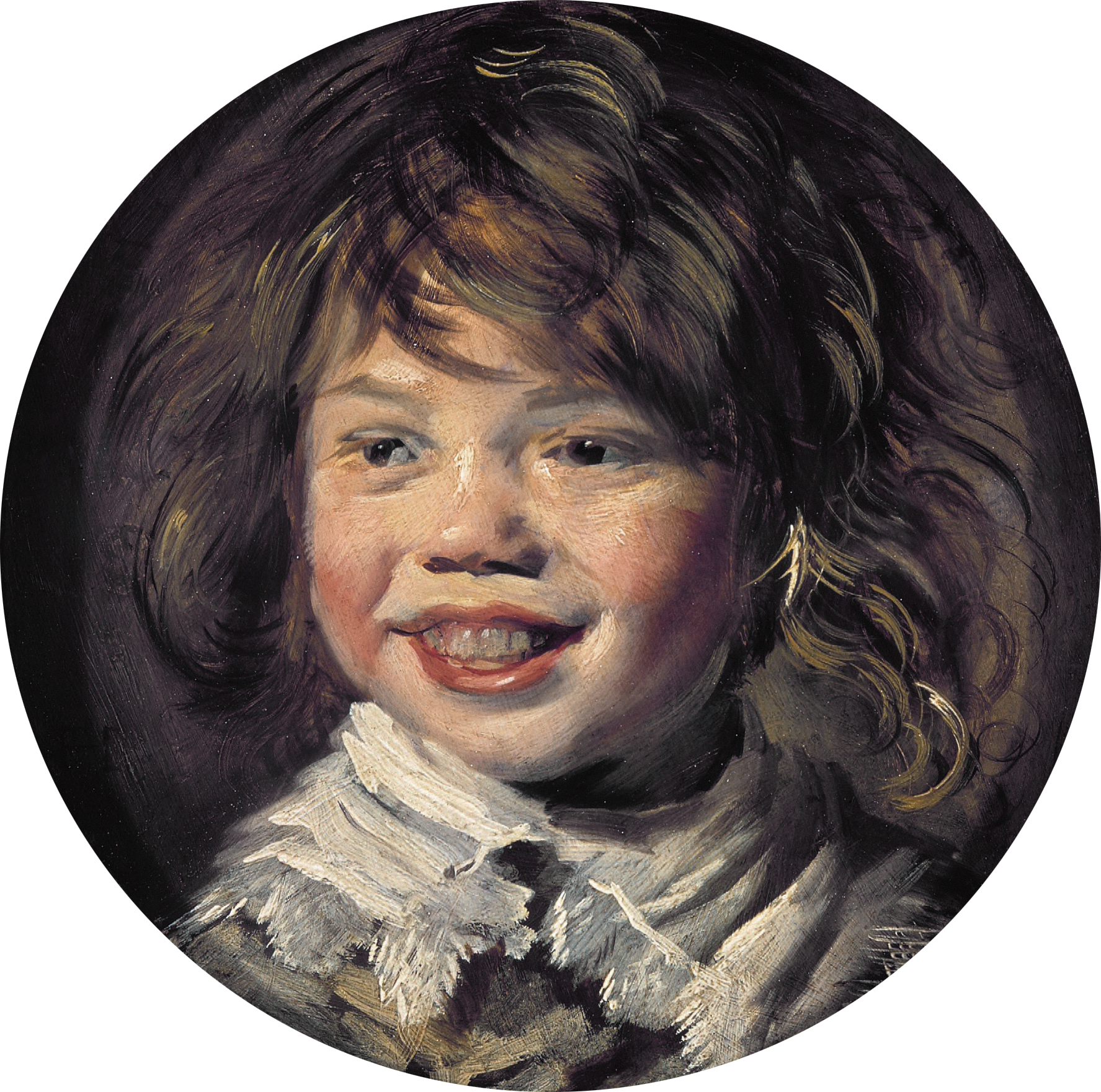
Frans Hals Copil care râde (c. 1625)